# Wereldkampioenschappen zwemsporten 2011
De wereldkampioenschappen in de zwemsporten 2011 werden van 16 tot en met 31 juli georganiseerd in Shanghai, China. Op het programma stonden wederom de vijf disciplines binnen de zwemsport; zwemmen, openwaterzwemmen, schoonspringen, synchroonzwemmen en waterpolo.
Het openwaterzwemmen vond plaats in Jinshan City Beach, de overige disciplines vonden plaats in het Shanghai Oriental Sports Center.

## Wedstrijdkalender
| ● | Opening |  | Voorronde | ● | Finales | ● | Sluiting |

| Juli             | 16 | 17 | 18 | 19 | 20 | 21 | 22 | 23 | 24 | 25 | 26 | 27 | 28 | 29 | 30 | 31 | T  |
| ---------------- | -- | -- | -- | -- | -- | -- | -- | -- | -- | -- | -- | -- | -- | -- | -- | -- | -- |
| Ceremonies       | O  |    |    |    |    |    |    |    |    |    |    |    |    |    |    | S  |    |
| Openwaterzwemmen |    |    |    | 1  | 1  | 1  | 2  | 2  |    |    |    |    |    |    |    |    | 7  |
| Schoonspringen   | 1  | 1  | 2  | 2  |    | 1  | 1  | 1  | 1  |    |    |    |    |    |    |    | 10 |
| Synchroonzwemmen |    | 1  | 1  | 1  | 1  | 1  | 1  | 1  |    |    |    |    |    |    |    |    | 7  |
| Waterpolo        |    |    |    |    |    |    |    |    |    |    |    |    |    | 1  | 1  |    | 2  |
| Zwemmen          |    |    |    |    |    |    |    |    | 4  | 4  | 5  | 4  | 5  | 5  | 6  | 7  | 40 |
| Totaal           | 1  | 2  | 3  | 4  | 2  | 3  | 4  | 4  | 5  | 4  | 5  | 4  | 5  | 6  | 7  | 7  | 66 |

## Medaillespiegel
| Plaats | Land                | Goud | Zilver | Brons | Totaal |
| 1      | Verenigde Staten    | 17   | 6      | 9     | 32     |
| 2      | China               | 15   | 13     | 8     | 36     |
| 3      | Rusland             | 8    | 6      | 4     | 18     |
| 4      | Brazilië            | 4    | 0      | 0     | 4      |
| 5      | Italië              | 3    | 4      | 2     | 9      |
| 6      | Verenigd Koninkrijk | 3    | 3      | 0     | 6      |
| 7      | Australië           | 2    | 10     | 4     | 16     |
| 8      | Frankrijk           | 2    | 4      | 5     | 11     |
| 9      | Nederland           | 2    | 1      | 3     | 6      |
| 10     | Griekenland         | 2    | 1      | 1     | 4      |
| 11     | Denemarken          | 2    | 1      | 0     | 3      |
| 12     | Duitsland           | 1    | 3      | 9     | 13     |
| 13     | Zweden              | 1    | 1      | 0     | 2      |
| 14     | Hongarije           | 1    | 0      | 4     | 5      |
| 15     | Wit-Rusland         | 1    | 0      | 0     | 1      |
| 15     | Bulgarije           | 1    | 0      | 0     | 1      |
| 15     | Noorwegen           | 1    | 0      | 0     | 1      |
| 15     | Zuid-Korea          | 1    | 0      | 0     | 1      |
| 15     | Zwitserland         | 1    | 0      | 0     | 1      |
| 20     | Canada              | 0    | 4      | 3     | 7      |
| 21     | Japan               | 0    | 4      | 2     | 6      |
| 22     | Spanje              | 0    | 1      | 5     | 6      |
| 23     | Polen               | 0    | 1      | 0     | 1      |
| 23     | Servië              | 0    | 1      | 0     | 1      |
| 25     | Zuid-Afrika         | 0    | 0      | 3     | 3      |
| 26     | Mexico              | 0    | 0      | 2     | 2      |
| 27     | Kroatië             | 0    | 0      | 1     | 1      |
| 27     | Oekraïne            | 0    | 0      | 1     | 1      |
| Totaal | Totaal              | 68   | 64     | 66    | 198    |

## Sporten

### Openwaterzwemmen
De wedstrijden van het openwaterzwemmen vonden plaats van 19 t/m 23 juli.

### Schoonspringen
De wedstrijden van het schoonspringen vonden plaats van 16 t/m 24 juli.

### Synchroonzwemmen
De wedstrijden van het synchroonzwemmen vonden plaats van 17 t/m 23 juli.

### Waterpolo
De wedstrijden van het waterpolotoernooi vonden plaats van 17 t/m 30 juli.

### Zwemmen
De wedstrijden van het zwemmen vonden plaats van 24 t/m 31 juli.

## Belgische selectie

### Zwemmen
| Deelnemer                                                        | Onderdeel         | Resultaat | Prestatie                              |
| Mannen                                                           | Mannen            | Mannen    | Mannen                                 |
| ---------------------------------------------------------------- | ----------------- | --------- | -------------------------------------- |
| Jasper Aerents                                                   | 50m vrije slag    | 30e       | Series: 22,73                          |
| Jasper Aerents                                                   | 100m vrije slag   | 31e       | Series: 49,75                          |
| François Heersbrandt                                             | 50m vlinderslag   | 13e       | Series: 23,73 Halve finales: 23,68     |
| François Heersbrandt                                             | 100m vlinderslag  | 17e       | Series: 52,65                          |
| Glenn Surgeloose                                                 | 200m vrije slag   | 26e       | Series: 1.48,96                        |
| Jasper Aerents Yoris Grandjean Glenn Surgeloose Pieter Timmers   | 4x100m vrije slag | -         | Series: DSQ                            |
| Dieter Dekoninck Mathieu Fonteyn Glenn Surgeloose Pieter Timmers | 4x200m vrije slag | 13e       | Series: 7.17,39                        |
| Vrouwen                                                          |                   |           |                                        |
| Kimberly Buys                                                    | 100m rugslag      | 28e       | Series: 1.02,48                        |
| Kimberly Buys                                                    | 200m rugslag      | 22e       | Series: 2.13,01                        |
| Kimberly Buys                                                    | 100m vlinderslag  | 31e       | Series: 59,88                          |
| Kim Janssens                                                     | 100m schoolslag   | 20e       | Series: 1.09,25                        |
| Fanny Lecluyse                                                   | 200m schoolslag   | 10e       | Series: 2.27,67 Halve finales: 2.25,92 |
| Fanny Lecluyse                                                   | 200m wisselslag   | 14e       | Series: 2.14,97 Halve finales: 2.13,68 |

### Openwaterzwemmen
| Deelnemer        | Onderdeel | Resultaat | Prestatie |
| ---------------- | --------- | --------- | --------- |
| Brian Ryckeman   | 10 km     | 7e        | 1:54.36,1 |
| Brian Ryckeman   | 25 km     | Afgemeld  | –         |
| Tom Vangeneugden | 10 km     | 12e       | 1:54.43,5 |
| Tom Vangeneugden | 25 km     | Afgemeld  | –         |

## Nederlandse selectie

### Zwemmen
| Deelnemer                                                                                           | Onderdeel         | Resultaat | Prestatie                                              |
| Mannen                                                                                              | Mannen            | Mannen    | Mannen                                                 |
| --------------------------------------------------------------------------------------------------- | ----------------- | --------- | ------------------------------------------------------ |
| Nick Driebergen                                                                                     | 100m rugslag      | 11e       | Series: 54,30 Halve finales: 53,98                     |
| Nick Driebergen                                                                                     | 200m rugslag      | 9e        | Series: 1.58,10 Halve finales: 1.58,08                 |
| Job Kienhuis                                                                                        | 800m vrije slag   | 10e       | Series: 7.52,63                                        |
| Job Kienhuis                                                                                        | 1500m vrije slag  | 10e       | Series: 15.05,27                                       |
| Bastiaan Lijesen                                                                                    | 50m rugslag       | 15e       | Series: 25,33 Halve finales: 25,51                     |
| Bastiaan Lijesen                                                                                    | 100m rugslag      | 29e       | Series: 55,09                                          |
| Joost Reijns                                                                                        | 200m vrije slag   | 30e       | Series: 1.49,56                                        |
| Lennart Stekelenburg                                                                                | 50m schoolslag    | 7e        | Series: 27,95 Halve finales: 27,51 Finale: 27,65       |
| Lennart Stekelenburg                                                                                | 100m schoolslag   | 11e       | Series: 1.00,86 Halve finales: 1.00,50                 |
| Lennart Stekelenburg                                                                                | 200m schoolslag   | 11e       | Series: 2.12,69 Halve finales: 2.11,72                 |
| Joeri Verlinden                                                                                     | 50m vlinderslag   | 14e       | Series: 23,96 Halve finales: 23,73                     |
| Joeri Verlinden                                                                                     | 100m vlinderslag  | 7e        | Series: 52,27 Halve finales: 51,97 Finale: 52,21       |
| Sebastiaan Verschuren                                                                               | 100m vrije slag   | 8e        | Series: 48,60 Halve finales: 48,41 Finale: 48,27       |
| Sebastiaan Verschuren                                                                               | 200m vrije slag   | 9e        | Series: 1.46,53 Halve finales: 1.47,52                 |
| Nick Driebergen Lennart Stekelenburg Joeri Verlinden Sebastiaan Verschuren                          | 4x100m wisselslag | 5e        | Series: 3.34,59 Finale: 3.34,11                        |
| Vrouwen                                                                                             |                   |           |                                                        |
| Tessa Brouwer                                                                                       | 200m schoolslag   | 29e       | Series: 2.34,93                                        |
| Inge Dekker                                                                                         | 50m vlinderslag   | Goud      | Series: 26,32 Halve finales: 25,76 Finale: 25,71       |
| Inge Dekker                                                                                         | 100m vlinderslag  | 13e       | Series: 58,53 Halve finales: 58,70                     |
| Femke Heemskerk                                                                                     | 100m vrije slag   | 4e        | Series: 53,75 Halve finales: 53,67 Finale: 53,72       |
| Femke Heemskerk                                                                                     | 200m vrije slag   | 7e        | Series: 1.57,43 Halve finales: 1.55,54 Finale: 1.57,63 |
| Ranomi Kromowidjojo                                                                                 | 50m vrije slag    | Zilver    | Series: 25,03 Halve finales: 24,56 Finale: 24,27       |
| Ranomi Kromowidjojo                                                                                 | 100m vrije slag   | Brons     | Series: 54,10 Halve finales: 53,94 Finale: 53,66       |
| Moniek Nijhuis                                                                                      | 50m schoolslag    | 7e        | Series: 31,40 Halve finales: 31,40 Finale: 31,33       |
| Moniek Nijhuis                                                                                      | 100m schoolslag   | 8e        | Series: 1.08,16 Halve finales: 1.07,60 Finale: 1.07,97 |
| Sharon van Rouwendaal                                                                               | 100m rugslag      | 11e       | Series: 1.00,61 Halve finales: 1.00,14                 |
| Sharon van Rouwendaal                                                                               | 200m rugslag      | Brons     | Series: 2.09,65 Halve finales: 2.08,42 Finale: 2.07,78 |
| Marleen Veldhuis                                                                                    | 50m vrije slag    | Brons     | Series: 25,01 Halve finales: 24,88 Finale: 24,49       |
| Marleen Veldhuis                                                                                    | 50m vlinderslag   | 14e       | Series: 26,50 Halve finales: 26,61                     |
| Inge Dekker Femke Heemskerk Ilse Kraaijeveld Ranomi Kromowidjojo Maud van der Meer Marleen Veldhuis | 4x100m vrije slag | Goud      | Series: 3.35,76 Finale: 3.33,96                        |
| Femke Heemskerk Moniek Nijhuis Inge Dekker Maud van der Meer                                        | 4x100m wisselslag | 11e       | Series: 4.03,20                                        |

### Openwaterzwemmen
| Deelnemer     | Onderdeel | Resultaat | Prestatie |
| ------------- | --------- | --------- | --------- |
| Linsy Heister | 10 km     | 20e       | 2:02.33,6 |
| Linsy Heister | 25 km     | Afgemeld  | –         |

### Schoonspringen
| Deelnemer                        | Onderdeel               | Resultaat | Prestatie                   |
| -------------------------------- | ----------------------- | --------- | --------------------------- |
| Yorick de Bruijn                 | 1 m plank (m)           | 29e       | Voorronde: 29e (288,20 pnt) |
| Yorick de Bruijn                 | 3 m plank (m)           | 37e       | Voorronde: 37e (355,25 pnt) |
| Ramon de Meijer                  | 3 m plank (m)           | 41e       | Voorronde: 41e (335,55 pnt) |
| Yorick de Bruijn Ramon de Meijer | 3 m plank synchroon (m) | 13e       | Voorronde: 13e (350,10 pnt) |
| Inge Jansen                      | 1 m plank (v)           | 18e       | Voorronde: 18e (241,95 pnt) |
| Inge Jansen                      | 3 m plank (v)           | 20e       | Voorronde: 20e (273,30 pnt) |

### Synchroonzwemmen
| Deelnemer | Onderdeel                 | Resultaat | Prestatie                                          |
| --- | ------------------------- | --------- | -------------------------------------------------- |
| Elisabeth Sneeuw Nicolien Wellen | Duet (technische routine) | 18e       | Voorronde: 18e (83,700 pnt)                        |
| Elisabeth Sneeuw Nicolien Wellen | Duet (vrije routine)      | 16e       | Voorronde: 16e (85,570 pnt)                        |
| Tina Dermois Vreni de Fluiter Stephanie Gillisse Margot de Graaf Anouk Horrevorts Rynske Keur Christel de Kock Christina Maat Elisabeth Sneeuw Nadine Struijk Nicolien Wellen | Team (technische routine) | 13e       | Voorronde: 13e (83,900 pnt)                        |
| Tina Dermois Vreni de Fluiter Stephanie Gillisse Margot de Graaf Anouk Horrevorts Rynske Keur Christel de Kock Christina Maat Elisabeth Sneeuw Nadine Struijk Nicolien Wellen | Team (vrije routine)      | 13e       | Voorronde: 13e (85,070 pnt)                        |
| Tina Dermois Vreni de Fluiter Stephanie Gillisse Margot de Graaf Anouk Horrevorts Rynske Keur Christel de Kock Christina Maat Elisabeth Sneeuw Nadine Struijk Nicolien Wellen | Vrije combinatie          | 9e        | Voorronde: 8e (84,430 pnt) Finale: 9e (85,440 pnt) |

### Waterpolo
| Deelnemer | Onderdeel       | Resultaat | Prestatie |
| --- | --------------- | --------- | --- |
| Iefke van Belkum Jantien Cabout Mieke Cabout Biurakn Hakhverdian Anne Heinis Lieke Klaassen Simone Koot Ilse van der Meijden Robbin Remers Sabrina van der Sloot Yasemin Smit Nomi Stomphorst Nienke Vermeer | Vrouwentoernooi | 7e        | Groepsfase: 7 - 7 NED - USA 13 - 3 NED - KAZ 9 - 9 NED - HUN Achtste finale: 14 - 6 NED - NZL Kwartfinale: 10 - 12 NED - GRE 5de/8ste plaats: 7 - 12 NED - AUS 7de/8ste plaats: 8 - 7 NED - CAN |